# Арль (округ)
Округ Арль (фр. Arrondissement d'Arles) — округ у Франції, в департаменті Буш-дю-Рон. 2023 року округ об'єднував 29 муніципалітетів, населення становило 171 380 осіб.
Адміністративний центр (супрефектура) — Арль.

## Муніципалітети
Список муніципалітетів округу та їхні коди INSEE:
1. Арль (13004)
2. Барбантан (13010)
3. Бульбон (13017)
4. Верк'єр (13116)
5. Гравзон (13045)
6. Ейгальєр (13034)
7. Ейраг (13036)
8. Кабанн (13018)
9. Ле-Бо-де-Прованс (13011)
10. Ма-Блан-дез-Альпій (13057)
11. Маян (13052)
12. Моллеже (13064)
13. Моссан-лез-Альпій (13058)
14. Мур'є (13065)
15. Нов (13066)
16. Оргон (13067)
17. Орей (13006)
18. Параду (13068)
19. План-д'Оргон (13076)
20. Роньона (13083)
21. Сен-Мартен-де-Кро (13097)
22. Сен-П'єрр-де-Мезоарг (13061)
23. Сен-Ремі-де-Прованс (13100)
24. Сент-Андьйоль (13089)
25. Сент-Етьєнн-дю-Гре (13094)
26. Сент-Марі-де-ла-Мер (13096)
27. Тараскон (13108)
28. Фонв'єй (13038)
29. Шаторенар (13027)